# Planica 7 2025
Das 7. Planica 7 2025 war eine Reihe von Skisprungwettkämpfen, die als Weltcup-Finale der Weltcup-Saison 2024/25 der Herren zwischen dem 27. und dem 30. März 2025 stattfand. Die Wettkämpfe wurden auf der Skiflugschanze Letalnica bratov Gorišek im slowenischen Planica ausgetragen.
Titelverteidiger Daniel Huber aus Österreich nahm nicht am Turnier teil. Der Slovene Domen Prevc gewann den Wettbewerb.

## Wettkampfmodus
Das Planica 7 umfasst zwei Einzelwettbewerbe sowie einen Mannschaftswettbewerb. In die Gesamtwertung der Serien fließen jeweils die beiden Wettkampfsprünge der drei Wettbewerbe sowie der Qualifikationsdurchgang des ersten Einzelwettbewerbs ein. Für den zweiten Einzelwettbewerb, der das abschließende Springen der Weltcup-Saison darstellt, sind traditionell nur die besten 30 Springer des Gesamtweltcupstandes startberechtigt. Aus diesem Grund findet für diesen Wettkampf keine Qualifikation statt. Dadurch umfasst die Serie sieben Wertungsdurchgänge:
- ein Qualifikationssprung des ersten Einzelwettbewerbs,
- vier Sprünge der zwei Einzelwettbewerbe und
- zwei Sprünge des Teamwettbewerbs.

## Teilnehmer
Es nahmen 66 Athleten aus 18 Nationen am Planica 7 2025 teil:
| Nation             | Anzahl | Athleten |
| ------------------ | ------ | --- |
| Slowenien          | 9      | Žiga Jančar, Žiga Jelar, Lovro Kos, Anže Lanišek, Rok Masle, Žak Mogel, Rok Oblak Domen Prevc, Timi Zajc                       |
| Österreich         | 8      | Stephan Embacher, Manuel Fettner, Michael Hayböck, Jan Hörl, Stefan Kraft, Markus Müller, Maximilian Ortner, Daniel Tschofenig |
| Polen              | 6      | Dawid Kubacki, Kamil Stoch, Paweł Wąsek, Jakub Wolny, Aleksander Zniszczoł, Piotr Żyła                                         |
| Deutschland        | 5      | Markus Eisenbichler, Karl Geiger, Felix Hoffmann, Pius Paschke, Andreas Wellinger                                              |
| Japan              | 5      | Ryōyū Kobayashi, Sakutarō Kobayashi Naoki Nakamura, Ren Nikaidō, Yukiya Satō                                                   |
| Norwegen           | 5      | Bendik Jakobsen Heggli, Sindre Ulven Jørgensen, Isak Andreas Langmo, Sølve Jokerud Strand, Fredrik Villumstad                  |
| Vereinigte Staaten | 5      | Kevin Bickner, Jason Colby, Decker Dean, Tate Frantz, Andrew Urlaub                                                            |
| Finnland           | 4      | Antti Aalto, Tomas Kuisma, Eetu Nousiainen, Kasperi Valto                                                                      |
| Kasachstan         | 4      | Ilja Misernych, Sabyrschan Muminow, Swjatoslaw Nasarenko, Danil Wassiljew                                                      |
| Schweiz            | 4      | Gregor Deschwanden, Sandro Hauswirth, Killian Peier, Yanick Wasser                                                             |
| Estland            | 2      | Artti Aigro, Kaimar Vagul |
| Italien            | 2      | Francesco Cecon, Alex Insam |
| Ukraine            | 2      | Witalij Kalinitschenko, Jewhen Marussjak                                                                                       |
| Bulgarien          | 1      | Wladimir Sografski |
| Frankreich         | 1      | Valentin Foubert |
| Rumänien           | 1      | Daniel Andrei Cacina |
| Slowakei           | 1      | Hektor Kapustík |
| Türkei             | 1      | Muhammed Ali Bedir |

## Übersicht
| Datum         | Ort           | Schanze                        | Anmerkung     | Sieger                                                           | Zweiter                                                                   | Dritter                                               | Führender         |
| ------------- | ------------- | ------------------------------ | ------------- | ---------------------------------------------------------------- | ------------------------------------------------------------------------- | ----------------------------------------------------- | ----------------- |
| 27.03.2025    | Planica       | Letalnica bratov Gorišek HS240 | Qualifikation | Andreas Wellinger                                                | Pius Paschke                                                              | Markus Eisenbichler                                   | Andreas Wellinger |
| 28.03.2025    | Planica       | Letalnica bratov Gorišek HS240 | Einzel I      | Domen Prevc                                                      | Anže Lanišek                                                              | Ryōyū Kobayashi                                       | Domen Prevc       |
| 29.03.2025    | Planica       | Letalnica bratov Gorišek HS240 | Team          | ÖsterreichDaniel Tschofenig Manuel Fettner Jan Hörl Stefan Kraft | DeutschlandKarl Geiger Andreas Wellinger Pius Paschke Markus Eisenbichler | SlowenienLovro Kos Domen Prevc Timi Zajc Anže Lanišek | Domen Prevc       |
| 30.03.2025    | Planica       | Letalnica bratov Gorišek HS240 | Einzel II     | Anže Lanišek                                                     | Domen Prevc                                                               | Andreas Wellinger                                     | Domen Prevc       |
| Gesamtwertung | Gesamtwertung | Gesamtwertung                  | Gesamtwertung | Domen Prevc                                                      | Anže Lanišek                                                              | Andreas Wellinger                                     | —                 |

## Wettkämpfe

### Qualifikation
Die Qualifikation zum ersten Einzelwettbewerb fand am 27. März 2025 statt, Sieger wurde Andreas Wellinger aus Deutschland.
| Rang | Name                   | Weite   | Punkte |
| ---- | ---------------------- | ------- | ------ |
| 01.  | Andreas Wellinger      | 227,0 m | 231,1  |
| 02.  | Pius Paschke           | 226,0 m | 228,9  |
| 03.  | Markus Eisenbichler    | 238,5 m | 226,0  |
| 04.  | Domen Prevc            | 224,5 m | 225,7  |
| 05.  | Piotr Żyła             | 227,0 m | 225,5  |
| 06   | Kamil Stoch            | 234,5 m | 225,3  |
| 07.  | Timi Zajc              | 220,5 m | 225,0  |
| 08.  | Stefan Kraft           | 225,0 m | 218,2  |
| 09.  | Paweł Wąsek            | 214,0 m | 214,6  |
| 10.  | Daniel Tschofenig      | 215,5 m | 212,4  |
| 11.  | Gregor Deschwanden     | 208,5 m | 212,0  |
| 12.  | Sakutarō Kobayashi     | 222,0 m | 211,6  |
| 13.  | Anže Lanišek           | 202,0 m | 211,0  |
| 14.  | Antti Aalto            | 206,5 m | 210,0  |
| 15.  | Jan Hörl               | 206,0 m | 209,1  |
| 16.  | Naoki Nakamura         | 211,5 m | 208,5  |
| 17.  | Manuel Fettner         | 212,0 m | 205,8  |
| 18.  | Maximilian Ortner      | 210,5 m | 205,3  |
| 19.  | Karl Geiger            | 195,0 m | 202,9  |
| 20.  | Lovro Kos              | 200,5 m | 202,5  |
| 21.  | Sandro Hauswirth       | 220,0 m | 202,1  |
| 22.  | Ren Nikaidō            | 202,0 m | 201,2  |
| 23.  | Yukiya Satō            | 212,0 m | 197,0  |
| 24.  | Felix Hoffmann         | 202,5 m | 196,7  |
| 25.  | Stephan Embacher       | 211,5 m | 196,4  |
| 26.  | Ryōyū Kobayashi        | 198,0 m | 195,0  |
| 27.  | Artti Aigro            | 216,0 m | 193,6  |
| 28.  | Vladimir Zografski     | 205,5 m | 193,4  |
| 29.  | Michael Hayböck        | 189,5 m | 193,2  |
| 30.  | Jewhen Marussjak       | 205,5 m | 191,5  |
| 31.  | Valentin Foubert       | 199,0 m | 190,3  |
| 32.  | Aleksander Zniszczoł   | 193,0 m | 190,0  |
| 33.  | Alex Insam             | 204,5 m | 189,6  |
| 34.  | Francesco Cecon        | 205,0 m | 187,7  |
| 35.  | Žak Mogel              | 206,5 m | 187,1  |
| 36.  | Eetu Nousiainen        | 196,5 m | 186,0  |
| 37.  | Rok Masle              | 214,0 m | 185,5  |
| 38.  | Muhammed Ali Bedir     | 197,0 m | 185,2  |
| 39.  | Žiga Jelar             | 179,5 m | 184,5  |
| 40.  | Jakub Wolny            | 198,5 m | 183,4  |
| 41.  | Killian Peier          | 205,5 m | 181,7  |
| 42.  | Fredrik Villumstad     | 202,0 m | 181,4  |
| 43.  | Yanick Wasser          | 201,0 m | 180,9  |
| 44.  | Kasperi Valto          | 195,5 m | 179,4  |
| 45.  | Dawid Kubacki          | 199,5 m | 177,4  |
| 46.  | Rok Oblak              | 185,0 m | 176,2  |
| 47.  | Kevin Bickner          | 194,0 m | 175,3  |
| 48.  | Andrew Urlaub          | 189,0 m | 175,2  |
| 49.  | Sindre Ulven Jørgensen | 197,0 m | 174,8  |
| 50.  | Danil Wassiljew        | 190,5 m | 174,7  |
| 51.  | Bendik Jakobsen Heggli | 195,0 m | 173,7  |
| 52.  | Sølve Jokerud Strand   | 202,0 m | 173,3  |
| 53.  | Tomas Kuisma           | 185,5 m | 173,0  |
| 54.  | Jason Colby            | 176,5 m | 162,7  |
| 55.  | Ilja Misernych         | 178,0 m | 162,1  |
| 56.  | Witalij Kalinitschenko | 163,0 m | 143,0  |
| 57.  | Hektor Kapustík        | 154,0 m | 139,4  |
| 58.  | Decker Dean            | 162,0 m | 136,5  |
| 59.  | Daniel Andrei Cacina   | 153,0 m | 134,9  |
| 60.  | Swjatoslaw Nasarenko   | 148,0 m | 108,0  |
| 61.  | Sabyrschan Muminow     | 134,0 m | 094,3  |
| 62.  | Kaimar Vagul           | 134,0 m | 094,2  |
| —    | Žiga Jančar            | —       | DSQ    |
| —    | Isak Andreas Langmo    | —       | DSQ    |
| —    | Tate Frantz            | —       | DSQ    |

### Einzelwettbewerb I
Der erste Einzelwettbewerb fand am 28. März 2025 statt. Der Slovene Domen Prevc holte vor seinem Landsmann Anže Lanišek den Sieg. Daniel Tschofenig setzte sich von Jan Hörl ab und gewann damit vorzeitig den Gesamtweltcup.
| Rang | Name              | Weite 1 | Weite 2 | Punkte |
| ---- | ----------------- | ------- | ------- | ------ |
| 01.  | Domen Prevc       | 234,5 m | 237,5 m | 459,1  |
| 02.  | Anže Lanišek      | 242,0 m | 227,5 m | 454,8  |
| 03.  | Ryōyū Kobayashi   | 232,0 m | 239,5 m | 444,1  |
| 04.  | Daniel Tschofenig | 234,5 m | 233,5 m | 443,6  |
| 05.  | Stefan Kraft      | 234,0 m | 227,0 m | 433,5  |
| 06.  | Andreas Wellinger | 227,5 m | 225,5 m | 430,1  |
| 07.  | Karl Geiger       | 223,0 m | 220,5 m | 418,3  |
| 08.  | Jan Hörl          | 220,5 m | 227,0 m | 418,2  |
| 09.  | Manuel Fettner    | 222,5 m | 214,0 m | 417,7  |
| 10.  | Pius Paschke      | 211,5 m | 218,5 m | 409,4  |
| 11.  | Paweł Wąsek       | 214,5 m | 217,0 m | 409,1  |
| 12.  | Timi Zajc         | 215,5 m | 213,5 m | 408,7  |
| 13.  | Ren Nikaidō       | 212,5 m | 210,5 m | 404,1  |
| 14.  | Kamil Stoch       | 206,5 m | 215,5 m | 401,1  |
| 15.  | Naoki Nakamura    | 211,5 m | 215,0 m | 398,4  |

| Rang | Name                | Weite 1 | Weite 2 | Punkte |
| ---- | ------------------- | ------- | ------- | ------ |
| 16.  | Antti Aalto         | 206,5 m | 219,0 m | 397,7  |
| 17.  | Piotr Żyła          | 207,5 m | 214,5 m | 397,5  |
| 18.  | Michael Hayböck     | 217,5 m | 206,0 m | 394,5  |
| 19.  | Maximilian Ortner   | 210,0 m | 204,0 m | 392,7  |
| 20.  | Sakutarō Kobayashi  | 202,5 m | 212,5 m | 389,6  |
| 21.  | Artti Aigro         | 208,5 m | 203,0 m | 389,4  |
| 22.  | Lovro Kos           | 204,0 m | 212,5 m | 387,7  |
| 23.  | Gregor Deschwanden  | 219,5 m | 211,0 m | 386,4  |
| 24.  | Yukiya Satō         | 204,5 m | 207,5 m | 386,2  |
| 25.  | Vladimir Zografski  | 198,5 m | 212,0 m | 381,5  |
| 26.  | Rok Masle           | 203,5 m | 209,0 m | 377,7  |
| 27.  | Polen               | 204,5 m | 209,5 m | 374,0  |
| 28.  | Markus Eisenbichler | 216,5 m | 193,5 m | 372,6  |
| 29.  | Alex Insam          | 206,0 m | 196,5 m | 365,0  |
| 30.  | Jakub Wolny         | 203,5 m | 199,5 m | 363,6  |

### Teamwettbewerb
Der Teamwettbewerb fand am 29. März 2025 statt. Das österreichische Team holte sich vor Deutschland den Sieg, deren Schlussspringer Markus Eisenbichler den letzten Wettbewerb seiner Karriere bestritt.
| Rang | Team                                                                                       | Weite 1                         | Weite 2                         | Punkte                        |
| ---- | ------------------------------------------------------------------------------------------ | ------------------------------- | ------------------------------- | ----------------------------- |
| 01.  | ÖsterreichDaniel Tschofenig Manuel Fettner Jan Hörl Stefan Kraft                           | 231,5 m 213,5 m 219,5 m 227,0 m | 225,5 m 219,0 m 228,0 m 230,0 m | 1749,3445,2 423,9 438,5 441,7 |
| 02.  | DeutschlandKarl Geiger Andreas Wellinger Pius Paschke Markus Eisenbichler                  | 228,5 m 226,5 m 215,5 m 223,5 m | 226,0 m 227,0 m 215,5 m 223,5 m | 1720,2426,4 451,8 415,7 426,3 |
| 03.  | SlowenienLovro Kos Domen Prevc Timi Zajc Anže Lanišek                                      | 216,5 m 228,0 m 214,5 m 221,5 m | 193,0 m 230,5 m 227,5 m 234,5 m | 1707,2373,8 457,9 425,1 450,4 |
| 04.  | PolenPiotr Żyła Aleksander Zniszczoł Kamil Stoch Paweł Wąsek                               | 231,0 m 204,0 m 214,0 m 217,0 m | 218,0 m 226,0 m 220,5 m 222,0 m | 1680,6427,7 419,1 414,1 419,7 |
| 05.  | JapanRen Nikaidō Sakutarō Kobayashi Naoki Nakamura Ryōyū Kobayashi                         | 219,0 m 197,0 m 215,0 m 223,5 m | 217,5 m 218,5 m 220,0 m 235,0 m | 1673,1411,1 400,7 411,8 449,5 |
| 06.  | NorwegenSølve Jokerud Strand Sindre Ulven Jørgensen Fredrik Villumstad Isak Andreas Langmo | 207,0 m 200,0 m 200,0 m 190,5 m | 198,0 m 190,5 m 203,0 m 220,5 m | 1484,1369,6 369,5 374,1 370,9 |
| 07.  | SchweizSandro Hauswirth Killian Peier Yanick Wasser Gregor Deschwanden                     | 206,0 m 187,0 m 197,0 m 202,0 m | 204,0 m 187,0 m 200,5 m 211,5 m | 1458,0369,4 349,4 357,1 382,1 |
| 08.  | Vereinigte StaatenKevin Bickner Jason Colby Andrew Urlaub Tate Frantz                      | 207,5 m 187,5 m 176,0 m 179,0 m | 190,0 m 185,5 m 183,0 m 213,0 m | 1350,9352,0 350,3 293,6 355,0 |
|      |                                                                                            |                                 |                                 |                               |
| 09.  | FinnlandEetu Nousiainen Tomas Kuisma Kasperi Valto Antti Aalto                             | 204,5 m DSQ 212,5 m 207,0 m     | —                               | 0561,6177,2 000,0 190,1 194,3 |
| 10.  | KasachstanDanil Wassiljew Sabyrschan Muminow Swjatoslaw Nasarenko Ilja Misernych           | 185,5 m 159,5 m 154,0 m 180,5 m | —                               | 0551,6150,4 134,4 110,0 156,8 |

### Einzelwettbewerb II
Der zweite Einzelwettbewerb und zugleich finale Wettbewerb der Weltcup-Saison fand am 30. März 2025 statt. Michael Hayböck absolvierte nach dem ersten Durchgang außer Konkurrenz einen „Show-Flug“ und beendete damit seine Karriere. Domen Prevc stellte mit seinem zweiten Flug auf 254,5 m einen neuen Skiflugweltrekord auf und sicherte sich den Planica-7-Gesamtsieg.
| Rang | Name              | Weite 1 | Weite 2 | Punkte |
| ---- | ----------------- | ------- | ------- | ------ |
| 01.  | Anže Lanišek      | 247,5 m | 241,5 m | 482,1  |
| 02.  | Domen Prevc       | 245,0 m | 254,5 m | 475,0  |
| 03.  | Andreas Wellinger | 236,5 m | 236,5 m | 455,8  |
| 04.  |                   | m       | m       |        |
| 05.  |                   | m       | m       |        |
| 06.  |                   | m       | m       |        |
| 07.  |                   | m       | m       |        |
| 08.  |                   | m       | m       |        |
| 09.  |                   | m       | m       |        |
| 10.  |                   | m       | m       |        |
| 11.  |                   | m       | m       |        |
| 12.  |                   | m       | m       |        |
| 13.  |                   | m       | m       |        |
| 14.  |                   | m       | m       |        |
| 15.  |                   | m       | m       |        |

| Rang | Name | Weite 1 | Weite 2 | Punkte |
| ---- | ---- | ------- | ------- | ------ |
| 16.  |      | m       | m       |        |
| 17.  |      | m       | m       |        |
| 18.  |      | m       | m       |        |
| 19.  |      | m       | m       |        |
| 20.  |      | m       | m       |        |
| 21.  |      | m       | m       |        |
| 22.  |      | m       | m       |        |
| 23.  |      | m       | m       |        |
| 24.  |      | m       | m       |        |
| 25.  |      | m       | m       |        |
| 26.  |      | m       | m       |        |
| 27.  |      | m       | m       |        |
| 28.  |      | m       | m       |        |
| 29.  |      | m       | m       |        |
| 30.  |      | m       | m       |        |

## Gesamtwertung
Zwischenstand nach der Qualifikation:
|      |                     | Qualifikation | Qualifikation | Einzel I | Einzel I | Team   | Einzel II | Einzel II |               |           |
| Rang | Name                | Punkte        | Rang          | Punkte   | Rang     | Punkte | Punkte    | Rang      | Gesamt Punkte | Rückstand |
| ---- | ------------------- | ------------- | ------------- | -------- | -------- | ------ | --------- | --------- | ------------- | --------- |
| 01.  | Andreas Wellinger   | 231,1         | 01.           |          |          |        |           |           |               |           |
| 02.  | Pius Paschke        | 228,9         | 02.           |          |          |        |           |           |               |           |
| 03.  | Markus Eisenbichler | 226,0         | 03.           |          |          |        |           |           |               |           |
| 04.  |                     |               |               |          |          |        |           |           |               |           |
| 05.  |                     |               |               |          |          |        |           |           |               |           |
| 06.  |                     |               |               |          |          |        |           |           |               |           |
| 07.  |                     |               |               |          |          |        |           |           |               |           |
| 08.  |                     |               |               |          |          |        |           |           |               |           |
| 09.  |                     |               |               |          |          |        |           |           |               |           |
| 10.  |                     |               |               |          |          |        |           |           |               |           |
| 11.  |                     |               |               |          |          |        |           |           |               |           |
| 12.  |                     |               |               |          |          |        |           |           |               |           |
| 13.  |                     |               |               |          |          |        |           |           |               |           |
| 14.  |                     |               |               |          |          |        |           |           |               |           |
| 15.  |                     |               |               |          |          |        |           |           |               |           |
| 16.  |                     |               |               |          |          |        |           |           |               |           |
| 17.  |                     |               |               |          |          |        |           |           |               |           |
| 18.  |                     |               |               |          |          |        |           |           |               |           |
| 19.  |                     |               |               |          |          |        |           |           |               |           |
| 20.  |                     |               |               |          |          |        |           |           |               |           |
| 21.  |                     |               |               |          |          |        |           |           |               |           |
| 22.  |                     |               |               |          |          |        |           |           |               |           |
| 23.  |                     |               |               |          |          |        |           |           |               |           |
| 24.  |                     |               |               |          |          |        |           |           |               |           |
| 25.  |                     |               |               |          |          |        |           |           |               |           |
| 26.  |                     |               |               |          |          |        |           |           |               |           |
| 27.  |                     |               |               |          |          |        |           |           |               |           |
| 28.  |                     |               |               |          |          |        |           |           |               |           |
| 29.  |                     |               |               |          |          |        |           |           |               |           |
| 30.  |                     |               |               |          |          |        |           |           |               |           |
| 31.  |                     |               |               |          |          |        |           |           |               |           |
| 32.  |                     |               |               |          |          |        |           |           |               |           |
| 33.  |                     |               |               |          |          |        |           |           |               |           |
| 34.  |                     |               |               |          |          |        |           |           |               |           |
| 35.  |                     |               |               |          |          |        |           |           |               |           |
| 36.  |                     |               |               |          |          |        |           |           |               |           |
| 37.  |                     |               |               |          |          |        |           |           |               |           |
| 38.  |                     |               |               |          |          |        |           |           |               |           |
| 39.  |                     |               |               |          |          |        |           |           |               |           |
| 40.  |                     |               |               |          |          |        |           |           |               |           |
| 41.  |                     |               |               |          |          |        |           |           |               |           |
| 42.  |                     |               |               |          |          |        |           |           |               |           |
| 43.  |                     |               |               |          |          |        |           |           |               |           |
| 44.  |                     |               |               |          |          |        |           |           |               |           |
| 45.  |                     |               |               |          |          |        |           |           |               |           |
| 46.  |                     |               |               |          |          |        |           |           |               |           |
| 47.  |                     |               |               |          |          |        |           |           |               |           |
| 48.  |                     |               |               |          |          |        |           |           |               |           |
| 49.  |                     |               |               |          |          |        |           |           |               |           |
| 50.  |                     |               |               |          |          |        |           |           |               |           |
| 51.  |                     |               |               |          |          |        |           |           |               |           |
| 52.  |                     |               |               |          |          |        |           |           |               |           |
| 53.  |                     |               |               |          |          |        |           |           |               |           |
| 54.  |                     |               |               |          |          |        |           |           |               |           |
| 55.  |                     |               |               |          |          |        |           |           |               |           |
| 56.  |                     |               |               |          |          |        |           |           |               |           |
| 57.  |                     |               |               |          |          |        |           |           |               |           |
| 58.  |                     |               |               |          |          |        |           |           |               |           |
| 59.  |                     |               |               |          |          |        |           |           |               |           |
| 60.  |                     |               |               |          |          |        |           |           |               |           |
| 61.  |                     |               |               |          |          |        |           |           |               |           |
| 62.  |                     |               |               |          |          |        |           |           |               |           |
| 63.  |                     |               |               |          |          |        |           |           |               |           |
| 64.  |                     |               |               |          |          |        |           |           |               |           |
| 65.  |                     |               |               |          |          |        |           |           |               |           |
| 66.  |                     |               |               |          |          |        |           |           |               |           |